# Dawn of Disease
Dawn of Disease war eine deutsche Death-Metal-Band aus Osnabrück, die im Jahr 2003 gegründet wurde, sich 2007 auflöste und sich 2009 wieder zusammenschloss, um sich 2020 endgültig zu trennen.

## Geschichte
Die Band wurde im Jahr 2003 von Sänger Tomasz Wisniewski, Gitarrist Alex Miletic, Bassist Sven Surendorf und Schlagzeuger Sebastian Timper gegründet. Ein Jahr später wurde die erste EP Through Bloodstained Eyes veröffentlicht. Nachdem die Band einige Auftritte mit Gruppen wie Fragments of Unbecoming, Vader und Suffocation abgehalten hatte, löste sie sich bedingt durch diverse Besetzungswechsel vorerst auf.
Im Frühling 2009 gründeten Sänger Tomasz Wisniewski und Schlagzeuger Mathias Blässe die Band neu. Kurze Zeit später kamen die Gitarristen Lukas Kerk und Oliver Kirchner zur Band. Kurz bevor die Band im November 2009 ein Demo aufnahm, das vier Lieder umfasste, kam Bassist Michael Wächter zur Besetzung.
Im Juni 2010 nahm die Band ihr Debütalbum Legends of Brutality mit Produzent Jörg Uken im Soundlodge Studio auf. Etwa ein halbes Jahr später erreichte die Band einen Vertrag bei NoiseArt Records. Das Album erschien im Jahr 2011. Im Januar 2012 begab sich die Band erneut in das Soundlodge Studio, um das Album Crypts of the Unrotten aufzunehmen, das am 27. April bei NoiseArt Records erschien.
Dawn of Disease wurde nach dem Weggang des Sängers Tomasz Wisniewski zu Nyktophobia im Jahr 2020 aufgelöst. Die übrigen Bandmitglieder formierten sich unter dem Namen Hiraes neu.

## Stil
Die Band spielte eine aggressive Form des Death Metal, die sich als eine Mischung aus Entombed und Dew-Scented beschreiben lässt.

## Diskografie
- 2004: Through Bloodstained Eyes (EP, Unstoppable Media)
- 2011: Legends of Brutality (Album, NoiseArt Records)
- 2012: Crypts of the Unrotten (Album, NoiseArt Records)
- 2016: Worship the Grave (Album, Napalm Records)
- 2017: Ascension Gate (Album, Napalm Records)
- 2019: Procession of Ghosts (Album, Napalm Records)